# Premis Pulitzer de 1937
Els següents són els Premis Pulitzer de 1937.

## Premis de periodisme
| Servei públic        | St. Louis Post-Dispatch | "Per la seva denúncia del Frau electoral a gran escala a St. Louis. En una campanya coordinada de notícies, editorials i vinyetes, aquest diari va aconseguir invalidar més de 40.000 paperetes fraudulentes el novembre i va provocar el nomenament d'una nova junta electoral." |
| Servei públic        | Mencions honorífiques: | |
| Servei públic        | New York Daily News | "Per la seva campanya de salut pública sobre malalties venèries i profilaxi". |
| Servei públic        | Providence Journal and Evening Bulletin | "Per a un estudi de recerca dels impostos directes i indirectes, basat en les despeses detallades d'un any de tres famílies de treballadors". |
| Servei públic        | Cleveland Press | "Per la seva investigació i denúncia mitjançant notícies, editorials i vinyetes d'una estafa en els cementiris". |
| Servei públic        | The Atlanta Journal | "Per la seva campanya mitjançant notícies, editorials i ràdio per acabar amb la corrupció i la ineficàcia al Departament de Policia". |

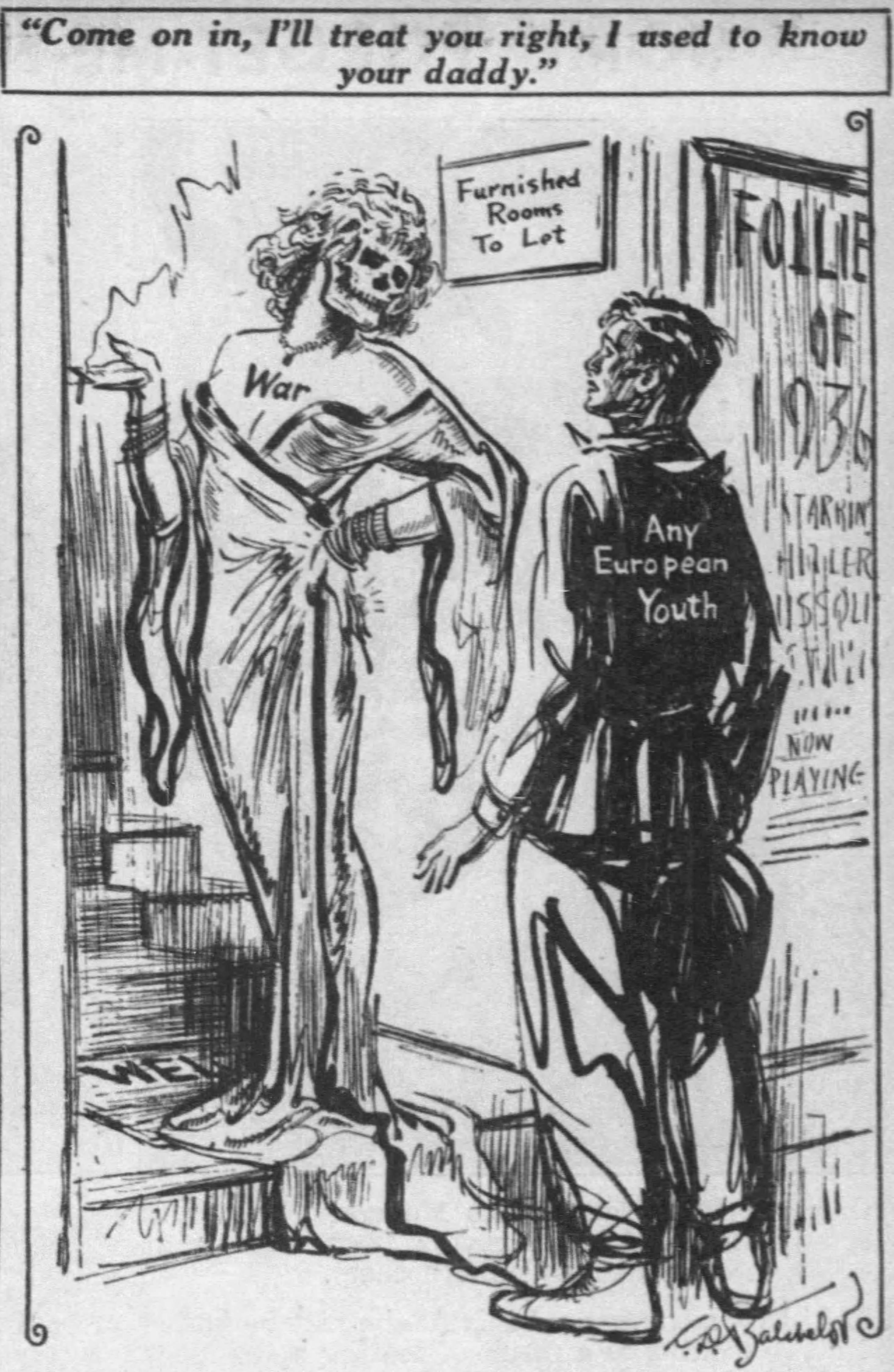
La Caricatura Editorial premiada de CD Batchelor

| Informació           | - John J. O'Neill del New York Herald Tribune - William L. Laurence del New York Times - Howard W. Blakeslee de l'Associated Press - Gobind Behari Lal del Servei Universal - David Dietz de Scripps-Howard | "Per la seva cobertura de la ciència al tricentenari de la Universitat Harvard". |
| Corresponsalia       | Anne O'Hare McCormick de The New York Times | "Per als seus reportatges i articles destacats d'Europa el 1936". |
| Redacció Editorial   | John W. Owens de The Baltimore Sun | "Per una redacció editorial distingida durant l'any". |
| Redacció Editorial   | Menció honorífica: WW Waymack del Des Moines Register-Tribune | Per a una sèrie d'editorials sobre l'arrendament agrícola. |
| Caricatura Editorial | CD Batchelor de The New York Daily News | "Per 'Come on in, I'll treat you right. I used to know your Daddy' (Entra, et tractaré bé. Abans coneixia el teu pare)" |
| Caricatura Editorial | Mencions d'honor: | |
| Caricatura Editorial | John Francis Knott de The Dallas News | Per la seva caricatura sobre les tempestes de pols, "Nature's Answer" (La resposta de la natura). |
| Caricatura Editorial | Quincy Scott del Portland Oregonian | Per a "East Side, West Side", que representa Alfred E. Smith fent vals amb l'elefant republicà. |

## Premis de lletres i drama
- Novel·la:
  - Gone with the Wind (Allò que el vent s'endugué) de Margaret Mitchell (Macmillan).
- Drama:
  - You Can't Take It with You (No el pots portar amb tu) de Moss Hart i George S. Kaufman (Farrar).
- Història:
  - The Flowering of New England 1815–1865 (El florir de Nova Anglaterra 1815–1865) de Van Wyck Brooks (EP Dutton).
- Biografia o autobiografia:
  - Hamilton Fish d'Allan Nevins (Dodd).
- Poesia:
  - A Further Range de Robert Frost (Holt)